# Il caso Fyfe
Il caso Fyfe (titolo originale A Window for Death), pubblicato in Italia anche con il titolo Nero Wolfe e il caso Fyfe e Omicidio secco, è la venticinquesima novella gialla di Rex Stout con Nero Wolfe protagonista.

## Storia editoriale
Il racconto fu pubblicato per la prima volta con il titolo di Nero Wolfe and the Vanishing Clue nel numero di maggio 1956 sulla rivista The American Magazine e in formato libro nella raccolta Three for the Chair nel 1957.

## Trama
Di ritorno da un'assenza lunga venti anni, Bertram Fyfe si presenta miliardario ai suoi parenti; il saluto non si rivela essere così caloroso. Fyfe muore di polmonite, ma suo fratello Paul sospetta che possa essere stato ucciso e insiste per assumere Nero Wolfe. L'investigatore scopre ben presto che la morte di Bertram non è il primo decesso sospetto per polmonite nella famiglia Fyfe.

### Personaggi principali
- Nero Wolfe: investigatore privato
- Archie Goodwin: assistente di Nero Wolfe e narratore di tutte le storie
- Fritz Brenner: cuoco e maggiordomo
- Saul Panzer: investigatore privato
- Bertram Fyfe: la vittima
- David, Paul, Louise: fratelli e sorella di Bertram
- Vincent Tuttle: marito di Louise
- Johnny Arrow: socio di Bertram
- Frederick Buhl: medico
- Anne Goren: infermiera

## Critica
"I personaggi sono interessanti e credibili. L'indizio chiave presuppone qualche conoscenza esoterica del modo in cui un particolare prodotto alimentare veniva confezionato nei ristoranti di New York dell'epoca, ma un lettore attento può comunque risolvere l'enigma senza questa conoscenza. Questa avrebbe potuto essere una storia di prim'ordine se Stout avesse riorganizzato qualche dialogo, chiarito alcune azioni ed evitato certe coincidenze, ma non l'ha fatto, perciò questo rimane un racconto con qualche difetto ma molto piacevole."
"Stout ebbe un periodo in cui scrisse eccellenti storie brevi intorno alla metà degli anni '50, a cominciare dal 1953. Gli enigmi delle sue novelle divennero più solidi. Persino un pezzo minore ma piacevole come A Window for Death ha una trama decente, anche se facilmente indovinabile. Questo è uno dei racconti di Stout del tipo "come ha fatto": Wolfe e il lettore devono risolvere il mistero di come il delitto sia stato commesso. L'assassinio ricorda il meccanismo di Cordialmente invitati a incontrare la morte, nel senso che entrambe le uccisioni sono abilmente camuffate da morti naturali dovute a malattia.

A Window for Death, come Nero Wolfe non abbaia ma morde, Nero Wolfe e il "suo" cadavere, L'enigma della pistola e Uccidete subito, pagherete poi, mostra Stout che diventa sensibile ai problemi delle donne. E, sfortunatamente, le molestie nei confronti delle donne che vengono criticate nel racconto sono ancora fin troppo comuni al giorno d'oggi."

## Edizioni
- Rex Stout, Nero Wolfe in l'invulnerabile, collana I romanzi brevi di Rex Stout (n. 9), traduzione di Hilia Brinis, Arnoldo Mondadori Editore, 1983.